# Gobionellus phenacus
Gobionellus phenacus és una espècie de peix de la família dels gòbids i de l'ordre dels perciformes.

## Morfologia
Els mascles poden assolir els 3,2 cm de longitud total.

## Distribució geogràfica
Es troba a Puerto Cabello (Veneçuela), la desembocadura del riu Corantijn (Surinam) i les desembocadures dels rius Cayenne i Mahury a la Guaiana Francesa.